# Antonio Francesco Sanvitale

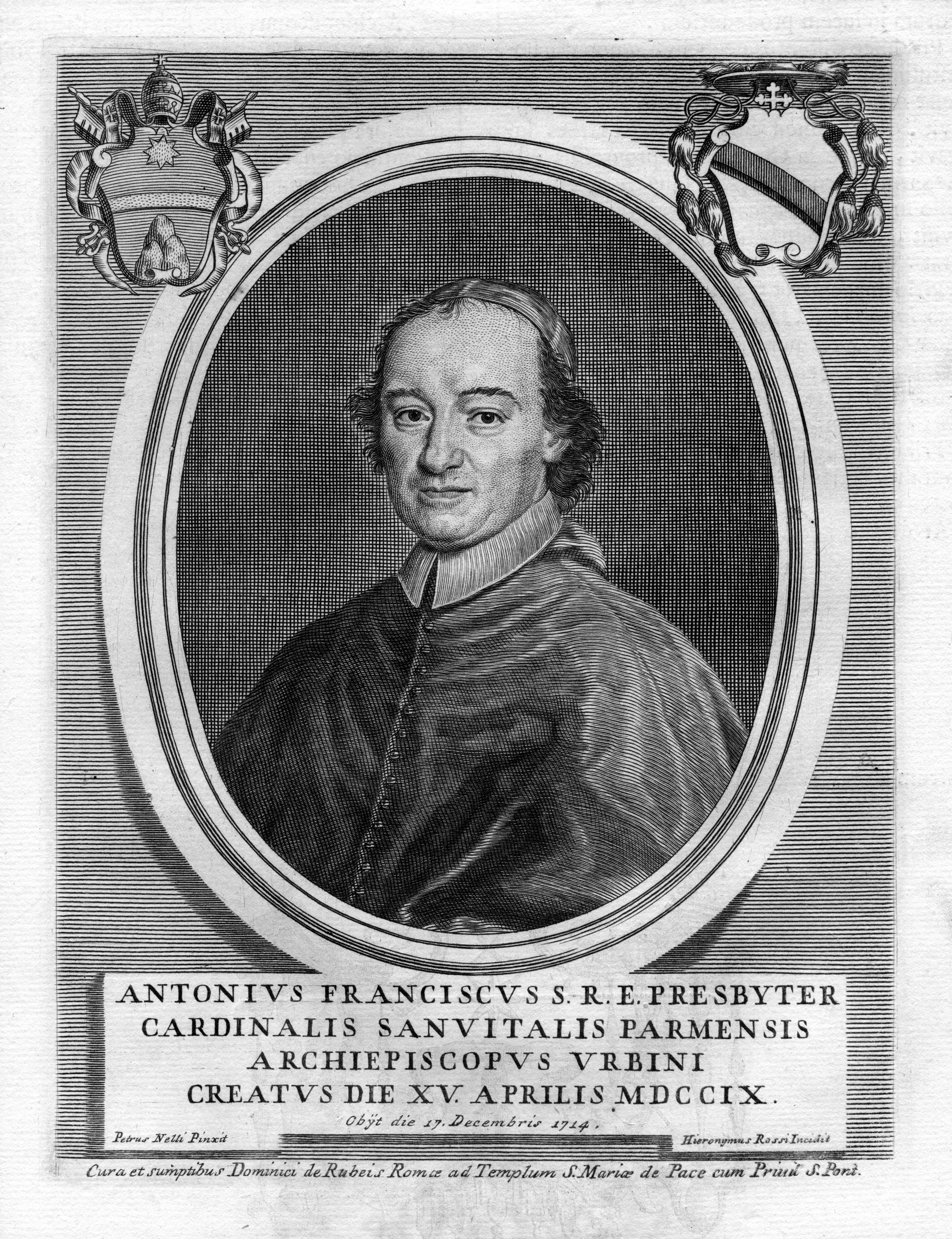
Antonio Kardinal Sanvitale

Kardinalswappen (schematische Darstellung)

Antonio Francesco Sanvitale (* 10. Februar 1660 in Parma; † 17. Februar 1714 in Urbino) war ein italienischer Kardinal und Erzbischof von Urbino.

## Leben
Er war der Sohn von Luigi Sanvitale und dessen zweiter Ehefrau Margherita Talenti. Sanvitale begann seine Ausbildung an der Universität Parma, bevor er 1676 in das Collegio Clementino in Rom eintrat, um dort Philosophie und Theologie zu studieren. 1682 kehrte er in seine Heimatstadt zurück, wo er sich dem Studium der Rechtswissenschaften widmete, und wurde am 27. Juni 1684 zum Doctor iuris utriusque promoviert. Nachdem er in Parma das Sakrament der Priesterweihe empfangen und einige Zeit für Kardinal Rinaldo d’Este gearbeitet hatte, wurde er von Bischof Tommaso Saladino zum Zensor der Bücher im Bistum Parma ernannt. Zurück in Rom, nahm er zahlreiche Aufgaben in der römischen Kurie wahr, etwa in der Apostolischen Signatur. Sanvitale wurde 1698 Kanoniker der Vatikanbasilika, seit dem 1. Juni 1703 war er Vizelegat in Avignon. Am 16. Juli 1703 wurde er zum Titularerzbischof von Ephesus ernannt. Die Bischofsweihe spendete ihm am 22. Juli 1703 Kardinal Fabrizio Paolucci.
Antonio Sanvitale wurde im Jahre 1706 Assessor der Kongregation für die Römische und Allgemeine Inquisition. Am 6. April 1709 wurde er zum Erzbischof von Urbino ernannt. Papst Clemens XI. kreierte Sanvitale im Konsistorium vom 25. April 1709 in pectore zum Kardinal. Dies wurde am 22. Juli 1709 publiziert, am 9. September 1709 wurde ihm die Titelkirche San Pietro in Montorio zugewiesen.
Kardinal Antonio Francesco Sanvitale starb am 17. Februar 1714 im erzbischöflichen Palast von Urbino und fand in der dortigen Kathedrale seine letzte Ruhestätte.